# Victory (Schiff, 1826)

Die Victory bei der Abfahrt von Woolwich am 23. Mai 1829

Die Victory war das erste bei der Erforschung der Arktis eingesetzte Dampfschiff.
Der voll besegelte kleine Seitenraddampfer war 1826 erbaut worden und zunächst für Mark Cosnahans Schiffahrtsgesellschaft New National Steam Packet als Paketdampfer im Liniendienst zwischen der Isle of Man und Liverpool im Einsatz. Jedoch warf der Betrieb nicht die erwarteten Profite ab, und es gelang Cosnahan nicht, Geldgeber zu finden, die bereit waren, Anteile an seinem Unternehmen zu erwerben. Daher wurde die Victory 1828 zum Verkauf angeboten.
Der Polarforscher John Ross hatte nach seiner Arktisexpedition von 1818 die Entwicklung der Dampfschiffe verfolgt und war zu der Auffassung gelangt, dass ein Schiff mit geringem Tiefgang, das zusätzlich zur üblichen Besegelung über eine Dampfmaschine verfügte, bei der Erforschung der Polargewässer Vorteile bot. 1828 veröffentlichte er seine Schrift A Treatise on Navigation by Steam, in der er seine Ansichten zu diesem Thema darlegte. Ross schlug der Admiralität vor, ein Dampfschiff auf eine Arktisexpedition zu entsenden, traf jedoch nicht auf Interesse. Es gelang ihm aber, den Spirituosenfabrikanten Felix Booth, mit dem er befreundet war, zur Finanzierung einer derartigen Expedition zu bewegen.
Nachdem Ross mehrere Schiffe besichtigt und auf ihre Eignung hin überprüft hatte, erwarb er am 9. Oktober 1828 in Liverpool die Victory. Im März 1829 ließ er sie nach London überführen, wo man das Schiff in der Werft Fletcher, Son and Fearnall in Limehouse für die Polarfahrt herrichtete: Die Tonnage wurde von 85 auf 150 Tonnen gesteigert, diverse Umbauten vorgenommen und eine neue Dampfmaschine mit experimentellem Hochdruckkessel von John Ericsson und  John Braithwaite installiert; die Schaufelräder konnten angehoben werden, damit sie nicht Beschädigungen durch Eis ausgesetzt waren. Die Besatzung bestand aus insgesamt 22 Seeleuten und Offizieren.
Am 23. Mai 1829 verließ die Victory Woolwich und nahm Kurs auf Schottland, um dann Grönland anzusteuern. Von Anfang an traten Probleme mit der Dampfmaschine auf, die häufig ausfiel, Reparaturen erforderte und nicht annähernd die erhoffte Leistung brachte.
Nachdem Ross am 30. September Felix Harbour auf Boothia zur ersten Überwinterung angelaufen hatte, entschloss er sich, die nutzlose Dampfmaschine aus dem Schiff zu entfernen. Die gesamte Anlage wurde am 19. und 20. Oktober 1829 demontiert und an Land gebracht, so dass die Victory fortan ein reines Segelschiff war. Allerdings verhinderte die Eislage, dass sie in der Folgezeit noch weite Strecken zurücklegte: Bis zur zweiten Überwinterung, die am 1. November 1830 in der Sheriff’s Bay begann, waren es nur etwa fünf Seemeilen, und bis zur am 10. Oktober 1831 beginnenden dritten Überwinterung in der Bucht Victoria Harbour – die ursprünglich nach dem Schiff Victory Harbour benannt war – waren es weitere 14 Seemeilen.
Im Januar 1832 wurde deutlich, dass es nicht möglich sein würde, die Victory wieder in eisfreie Gewässer zu bringen, ehe die Nahrungsmittel aufgezehrt waren und mit dem Einsetzen von Erkrankungen zu rechnen war. Am 29. Mai gab Ross das Schiff auf. Die Besatzung begab sich zu Fuß zum 322 Kilometer nördlich gelegenen Fury Beach, wo sich auch zurückgelassene Vorräte und Boote von William Edward Parrys Expedition von 1824/1825 befanden.
John Ross war mit der Dampfmaschine der Victory derart unzufrieden, dass er ihre Mängel und ihre Unzuverlässigkeit in seinem 1835 veröffentlichten Expeditionsbericht Narrative of a second voyage in search of a north-west passage mehrfach und sehr ausdrücklich schilderte. John Braithwaite widersprach der negativen Darstellung seiner Maschine in der Schrift  Supplement to Captain Sir John Ross’s Narrative of a second voyage in search of a North-West Passage, containing the suppressed facts necessary to an understanding of the cause of the failure of the steam machinery of the Victory, woraufhin Ross seinerseits die Erwiderung Explanation and Answer to Mr. John Braithwaite’s Supplement to Captain Sir John Ross’s Narrative of a Second Voyage in the Victory, in Search of the North-west Passage veröffentlichte.
Das Wrack der Victory in Victoria Harbour wurde bislang nicht entdeckt. In Felix Harbour hingegen fand ein Forschungsteam der Royal Navy im August 2004 die Überreste der 1829 ausgebauten Dampfmaschine.